# Loxapina
La loxapina è una molecola con proprietà antipsicotiche simili a quelle della clorpromazina. Il farmaco è un antipsicotico tipico di prima generazione, i cui primi studi risalgono agli anni Settanta, utilizzato principalmente nel trattamento della schizofrenia. Appartiene alla classe delle dibenzossazepine, e strutturalmente è correlata a clozapina (in quest'ultimo caso un composto di una classe chimica simile, le dibenzodiazepine). Secondo molti ricercatori il farmaco possiederebbe anche proprietà che lo accomunano agli antipsicotici atipici.
Non sembra invece possedere attività antidepressiva o anticonvulsivante, potendo anzi ridurre la soglia delle convulsioni.

## Chimica

### Analisi chimica
Dal punto di vista analitico la sostanza può essere riconosciuta con l'analisi spettrofotometrica. In soluzione acquosa acida, assorbe nell'UV alle lunghezze d'onda di 251 e 292 nm; in soluzione acquosa alcalina assorbe a 248 e 298 nm.

Lo spettro IR della loxapina (registrato con compresse di KBr), mostra assorbimenti identici a quelli di uno standard di riferimento (1590, 1603, 1564, 1109, 1188, 1248 cm-1).
Può essere analizzato anche per via cromatografica con HPLC-MS. Lo spettro di massa presenta frammenti principali a 70, 83, 42, 257, 193, 56, 228, 164 m/z.

Per l'analisi quantitativa la sostanza sciolta in acido acetico glaciale è titolata acido perclorico 0,1 N, determinando il punto di equivalenza per via potenziometrica. 1 ml di titolante = 22,29 mg di loxapina succinato.

## Farmacodinamica
Come accade per altri antipsicotici, la loxapina è un antagonista dei recettori D2 della dopamina e dei recettori 5-HT2A.
Il blocco dei recettori di due neurotrasmettitori coinvolti nello stato di agitazione caratteristico della schizofrenia e del disturbo bipolare, cioè la 5-idrossitriptamina (conosciuta anche come serotonina) e la dopamina, comporta una normalizzazione dell'attività del cervello nei pazienti con eccitazione motoria, producendo sedazione e soppressione dell'attività locomotoria e permettendo di controllarne l'iperattività e l'agitazione.

L'affinità per i recettori della serotonina 5-HT2A e per i recettori della dopamina D1, D2, D3, D4 presenta valori Ki di 2 nM, 18 nM, 10 nM, 21 nM, e 9 nM, rispettivamente.

Alcuni degli effetti avversi di loxapina possono essere correlati alla antagonismo sui recettori dell'istamina H1 (sonnolenza), sui recettori muscarinici M1 (effetti anticolinergici), e sui recettori adrenergici α2 (ipotensione ortostatica). Su questi recettori i valori Ki sono di 15 Nm, 117 nm e 250 Nm, rispettivamente. Alcuni metaboliti 7-OH di loxapina hanno un'affinità cinque volte superiore per il recettore della dopamina D2 rispetto a loxapina stessa, e quindi possono contribuire all'effetto clinico del farmaco.

Loxapina, nel cane, ha mostrato un potente effetto antiemetico.
Di seguito l'affinità di loxapina per alcune proteine umane clonate (recettori e trasportatori), dati tratti dal PDSP Ki database del National Institute of Mental Health del Nord Carolina.
| Target molecolare                       | Affinità di legame (Ki [nM]) per loxapina | Affinità di legame (Ki [nM]) per amoxapina    |
| --------------------------------------- | ----------------------------------------- | --------------------------------------------- |
| Recettori 5-HT1A                        | 2456                                      | -                                             |
| Recettori 5-HT1B                        | 388                                       | -                                             |
| Recettori 5-HT1D                        | 3468                                      | -                                             |
| Recettori 5-HT1E                        | 1399                                      | -                                             |
| Recettori 5-HT2A                        | 6.63                                      | 0.5                                           |
| Recettori 5-HT2C                        | 13.3                                      | 2 (proteina del ratto, recettore, clonata)    |
| Recettori 5-HT3                         | 190                                       | -                                             |
| Recettori 5-HT5A                        | 776                                       | -                                             |
| Recettori 5-HT6                         | 31.0                                      | 50                                            |
| Recettori 5-HT7                         | 87.6                                      | 40.2 (proteina del ratto, recettore, clonata) |
| Recettori adrenergici α1A               | 31                                        | -                                             |
| Recettori adrenergici α1B               | 53                                        | -                                             |
| Recettori adrenergici α2A               | 150.9                                     | -                                             |
| Recettori adrenergici α2B               | 107.8                                     | -                                             |
| Recettori adrenergici α2C               | 80.0                                      | -                                             |
| Recettori adrenergici β1                | >10000                                    | -                                             |
| Recettori adrenergici β1                | >10000                                    | -                                             |
| Recettori muscarinici M1                | 119.5                                     | -                                             |
| Recettori muscarinici M2                | 445                                       | -                                             |
| Recettori muscarinici M3                | 211.3                                     | -                                             |
| Recettori muscarinici M4                | 1266                                      | -                                             |
| Recettori muscarinici M5                | 166                                       | -                                             |
| Recettori dopamina D1                   | 54                                        | -                                             |
| Recettori dopamina D2                   | 11                                        | 20.8                                          |
| Recettori dopamina D3                   | 19.33                                     | 21                                            |
| Recettori dopamina D4                   | 8.4                                       | 21                                            |
| Recettori dopamina D5                   | 75                                        | -                                             |
| Recettori istamina H1                   | 4.9                                       | -                                             |
| Recettori istamina H2                   | 208                                       | -                                             |
| Recettori istamina H4                   | 5048                                      | -                                             |
| Trasportatori della serotonina (SERT)   | >10000                                    | 58                                            |
| Trasportatori della norepinefrina (NET) | 5698                                      | 16                                            |
| Trasportatori della dopamina (DAT)      | >10000                                    | 58                                            |

## Farmacocinetica
Loxapina a seguito di somministrazione per via orale è rapidamente e completamente assorbita dal tratto gastrointestinale. Il picco di concentrazione plasmatica (0,006-0,013 µg/ml) si raggiunge circa 2 ore (Tmax) dopo la somministrazione orale di 25 mg. L'inizio dell'azione sedativa si ottiene entro 20-30 minuti dalla somministrazione orale e si protrae per 12 ore circa. L'effetto massimo si raggiunge in 1,5-3 ore. La loxapina si distribuisce ampiamente nell'organismo, attraversa la placenta e viene escreta nel latte materno. Viene rapidamente ed estesamente metabolizzata nel fegato attraverso reazioni di idrossilazione aromatica, N-demetilazione ed N-ossidazione. I principali metaboliti attivi sono l'8-idrossiloxapina e la 7-idrossiloxapina. Essi vengono escreti nelle urine soprattutto come coniugati dell'acido glucuronico e di solfati.

## Tossicologia
Nel topo il valore della DL50 per os è di 65 mg/kg peso corporeo.

## Usi clinici
Loxapina è indicata nel trattamento sintomatico di pazienti affetti da schizofrenia ed altri disordini di natura psicotica. 
Il farmaco controlla le turbe psicomotorie proprie della schizofrenia, quali ad esempio disorientamento, disorganizzazione concettuale, distorsione percettuale, allucinazioni, ostilità, e riduce la fase maniacale nelle forme maniaco-depressive.

## Effetti collaterali e indesiderati
Tra gli effetti avversi, si possono verificare effetti centrali come sedazione, sintomi extrapiramidali come distonia, acatisia, agitazione, insonnia, depressione, pseudo-parkinsonismo, discinesia tardiva, tremori, edema cerebrale, convulsioni, sintomi psicotici.

Possibili anche altri disturbi a carico dell'apparato gastrointestinale (dispepsia, nausea, vomito, costipazione), dell'occhio (visione alterata, opacizzazione della cornea, retinopatia e cheratopatia), di tipo cardiovascolare (tachicardia, ipotensione ortostatica, e più raramente ipertensione arteriosa), epatico (incremento delle transaminasi AST ed ALT, ittero colestatico), ematologici (agranulocitosi, eosinofilia, leucopenia, anemia emolitica, trombocitopenia, pancitopenia).

Infine sono stati segnalati effetti collaterali di tipo autonomico (xerostomia, congestione nasale, ritenzione urinaria, miosi, midriasi), endocrino (galattorrea, amenorrea, ginecomastia, iperprolattinemia), ed effetti di ipersensibilità, tra cui in particolare fotosensibilizzazione, dermatite, edema facciale, prurito).
 
L'incidenza dei sintomi extrapiramidali è intermedia tra quella della clorpromazina e quella delle fenotiazine a catena piperazinica.

## Controindicazioni
La loxapina è controindicata negli stati di coma, nei pazienti che assumono dosi elevate di farmaci deprimenti del sistema nervoso centrale, nelle discrasie ematiche e nell'insufficienza renale. Il farmaco deve essere somministrato con cautela in caso di malattie cardiovascolari, precedenti episodi epilettici, glaucoma, ritenzione urinaria, nei pazienti anziani o defedati, in gravidanza.

## Dosi terapeutiche
La loxapina viene somministrata per via orale in forma di succinato o cloridrato e per iniezione intramuscolare come cloridrato. Le dosi sono espresse in termini di loxapina tenendo conto che 1,36 mg di loxapina succinato sono equivalenti a 1 mg di loxapina.
 
Nel trattamento delle psicosi il dosaggio orale iniziale è pari a 20–50 mg al giorno, suddiviso in due somministrazioni. Dopo 7-10 giorni di trattamento si incrementa il dosaggio a 60–100 mg al giorno, da suddividere in 2-4 dosi. La dose massima giornaliera non deve superare i 250 mg. In genere la dose di mantenimento è compresa in un range tra 20 e 100 mg giornalieri.

Quando viene richiesto il controllo di forme acute di agitazione loxapina viene somministrata per via intramuscolare in dosi di 12,5 mg, potendo spingersi fino a 50 mg, ad intervalli di 4-6 ore. Nei soggetti anziani il dosaggio deve essere adeguatamente ridotto.

In anni più recenti ha iniziato a diffondersi la pratica amministrare il principio attivo al paziente per inalazione, utilizzando un apposito dispositivo sperimentale, collegato ad una fonte di calore. Loxapina somministrata per via inalatoria appare rapidamente efficace ed in genere anche ben tollerata. Anche se molto semplice e pratica per auto-somministrazione, loxapina inalatoria richiede comunque un certo grado di cooperazione da parte del soggetto psicotico e pertanto, pur essendo stata approvata negli USA ed in Unione europea anche per lo stato di agitazione acuto, non trova particolare indicazione come trattamento sostitutivo della somministrazione per via iniettiva durante le emergenze psichiatriche, quando il paziente si oppone attivamente a qualsivoglia tipo di trattamento. 
L'efficacia e la sicurezza di loxapine via inalatoria nei pazienti anziani e nei contesti di cura ambulatoriali devono ancora essere stabilita.
Allo stato non esistono studi adeguati sui potenziali effetti avversi polmonari.

## Sovradosaggio
Il sovradosaggio si manifesta con convulsioni, sintomi extrapiramidali, depressione del SNC, profonda ipotensione e coma. Il trattamento prevede una terapia sintomatica di supporto; in assenza di convulsioni si può effettuare la lavanda gastrica. Le convulsioni possono essere controllate con diazepam o barbiturici (quali pentobarbital e secobarbital). Nel trattamento delle reazioni extrapiramidali gravi si possono impiegare farmaci anticolinergici.
Nonostante l'analogia strutturale ha attività diversa dalle benzodiazepine e l'abuso del farmaco è raro.

## Interazioni
La loxapina può potenziare l'azione di alcuni farmaci deprimenti del SNC (barbiturici, alcool) e di anticolinergici, ed inibire l'effetto vasopressorio dell'adrenalina.

## Conservazione
La loxapina deve essere conservata in contenitori ben chiusi alla temperatura di 15-30 °C. In commercio è disponibile anche la loxapina cloridrato per uso iniettivo; questa soluzione deve essere conservata in frigorifero e al riparo dalla luce. Un leggere inscurimento non altera l'attività e l'efficacia terapeutica del farmaco.

## Avvertenze
Questa sostanza deve essere usata con cautela nei soggetti che vengono esposti a temperature troppo elevate o troppo basse. L'effetto antiemetico del farmaco può rendere difficile la diagnosi di affezioni del tratto gastrointestinale e del SNC quali ostruzione intestinale, tumori cerebrali, sindrome di Reye, sovradosaggio da altri farmaci. Poiché il farmaco può dare sonnolenza, ai pazienti trattati con loxapina si consiglia particolare attenzione nella guida di autoveicoli e nelle attività che richiedono concentrazione e prontezza di riflessi. I pazienti in terapia con loxapina devono essere sottoposti a periodici controlli oftalmologici.